# SU-14
SU-14 (ros. СУ-14) – radzieckie prototypowe samobieżne działo polowe opracowane w latach 30. XX wieku. Pojazd zbudowany był na podwoziu czołgu ciężkiego T-35 a jego uzbrojenie stanowiła haubica B-4 wz. 1931 kalibru 203 mm lub armata Br-2 wz. 1935 kalibru 152 mm.
Prace nad pojazdem rozpoczęto w 1933 roku, a rok później zbudowano jego prototyp. Próby poligonowe wykazały szereg wad w konstrukcji pojazdu, w związku z czym w 1935 roku podjęto prace nad jego zmodyfikowaną wersją, która otrzymała oznaczenie SU-14-1. Powstał jeden egzemplarz pojazdu, który w lutym 1937 roku pomyślnie zakończył serię testów. Przewidywano, że w następnym roku SU-14 wejdzie do produkcji seryjnej, jednak podczas rozpoczętych w 1937 roku czystek stalinowskich rozstrzelano m.in. głównego projektanta – P. N. Siaczyntowa, tym samym wstrzymując dalszy rozwój projektu.
W 1940 roku, w związku z planami użycia ich podczas wojny z Finlandią, podjęto decyzję o opancerzeniu obu istniejących egzemplarzy pojazdu (tak zmodyfikowany SU-14-1 otrzymał oznaczenie SU-14-2). Wzięły one później udział w obronie Moskwy w 1941 roku. Pierwszy z nich (w wersji SU-14) został zezłomowany w 1960 roku, natomiast drugi (w wersji SU-14-2) przekazany został Muzeum Czołgów w Kubince.

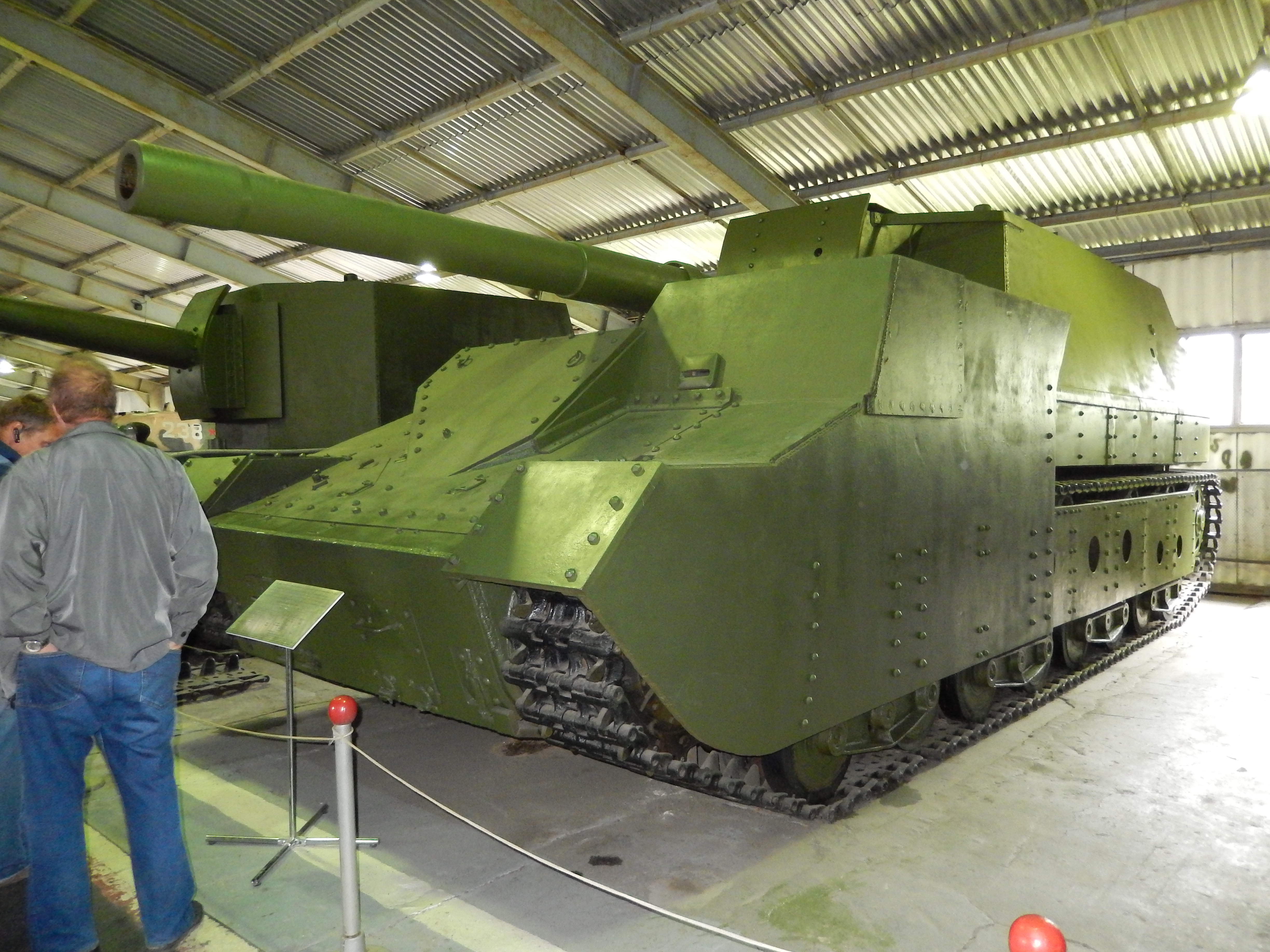
SU-14-2 w Muzeum Czołgów w Kubince
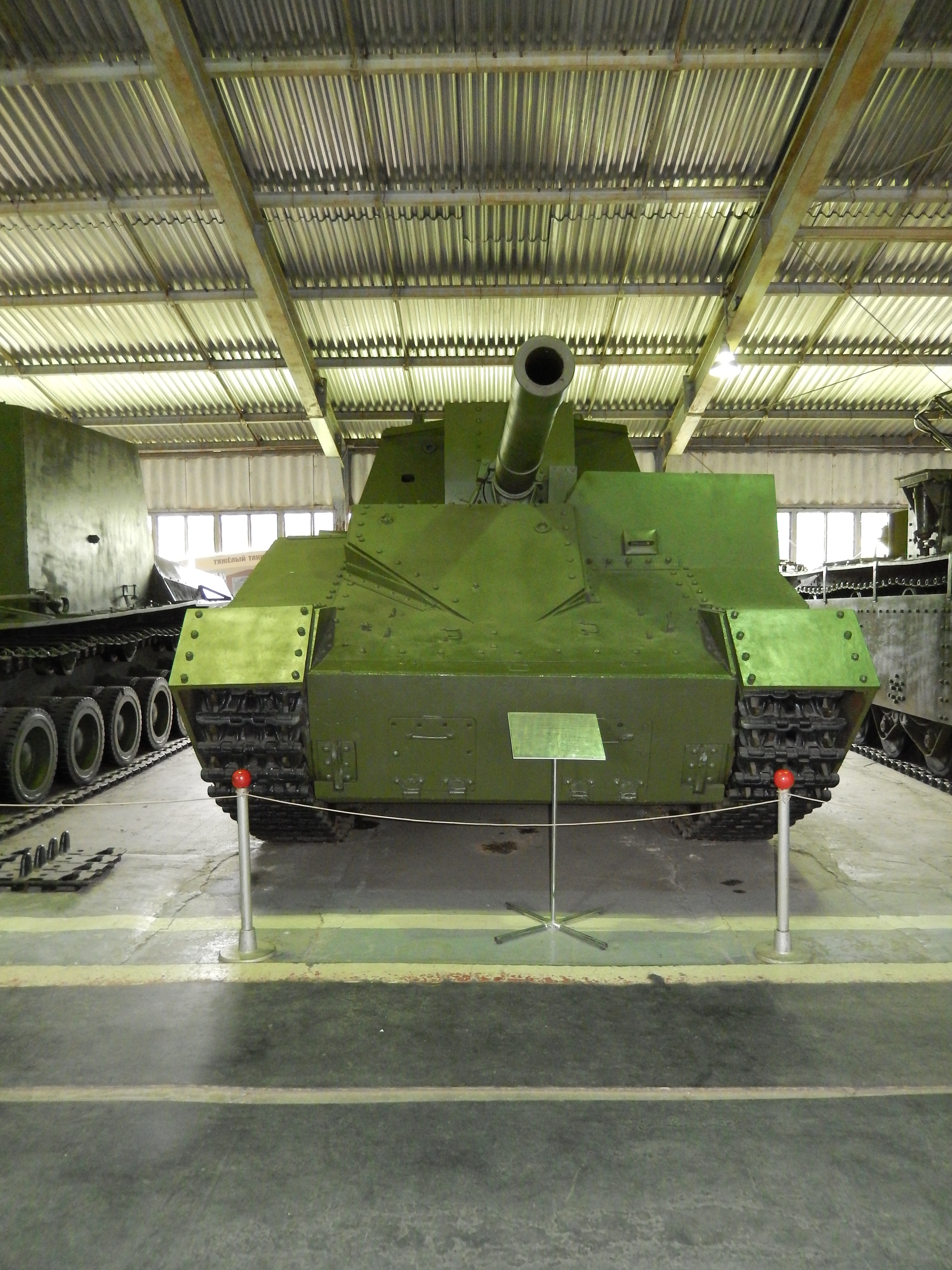
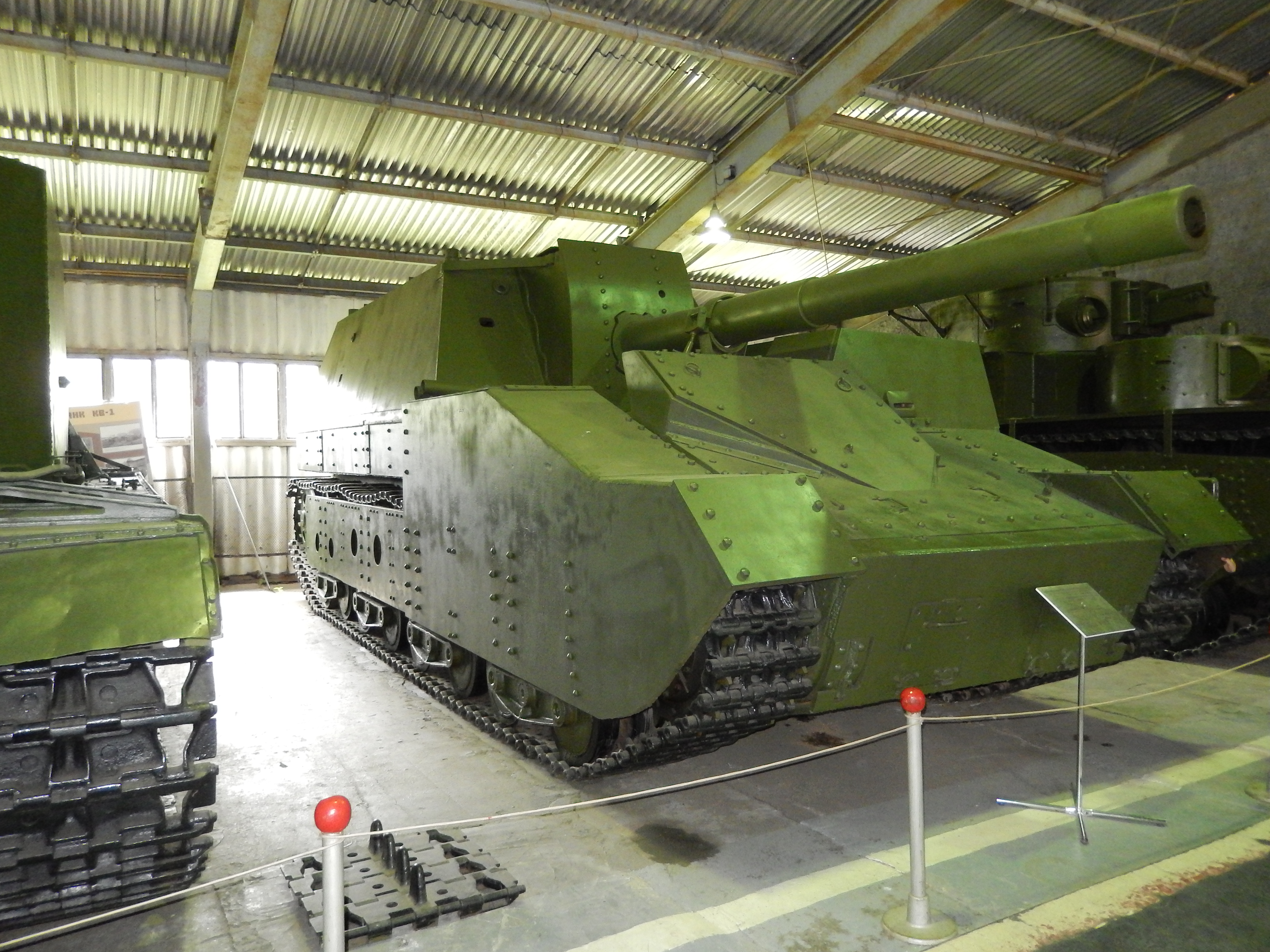